# Джеймс, Дженнифер
Дже́ннифер Джеймс (англ. Jennifer James), настоящее имя — Дже́ннифер Мари́ Ре́йнольдс (англ. Jennifer Marie Reynolds; род. 3 декабря 1977, муниципальный район Уиган, Большой Манчестер, Англия, Великобритания) — английская актриса.

## Биография
Дженнифер Мари Рейнольдс родилась 3 декабря 1977 года в Уигане (графство Ланкашир, Англия, Великобритания). Родители Дженнифер развелись в 1980 году. Она окончила «St Edmund Arrowsmith» и «Rose Bruford College».

## Карьера
Дженнифер дебютировала в кино в 2000 году, сыграв роль Джины Грегори из телесериала «Coronation Street», в котором она снималась до 2002 года.
Также Дженнифер известна ролями Ким Спайсер из телесериала «Дэлзил и Пэскоу» (2006—2007) и Рути из телесериала «Бесстыдники» (2012).
Всего Дженнифер сыграла в 9-ти фильмах и телесериалах.

## Личная жизнь
С 12 мая 2001 года Дженнифер замужем за актёром Ли Бордманом (род.1972). У супругов есть двое детей — сын Джек Александр Бордман (род.20.03.2004) и дочь Скарлетт Мари Бордман (род.17.04.2010).

## Избранная фильмография
| Год       |   | Русское название  | Оригинальное название | Роль           |
| --------- | - | ----------------- | --------------------- | -------------- |
| 2000—2002 | с | Coronation Street | Coronation Street     | Джина Грегори  |
| 2006—2007 | с | Дэлзил и Пэскоу   | Santa Barbara         | Никки Альварез |
| 2012      | с | Бесстыдники       | Shameless             | Рути           |